# 100Hoog
100Hoog is een woontoren in de Nederlandse stad Rotterdam. Het gebouw heeft een hoogte van 105,5 meter en telt 33 verdiepingen. De toren staat aan de Wijnhaven op de hoek van Wijnstraat en de Posthoornstraat in het centrum van Rotterdam, in het Maritiem District. De toren is ontworpen door Klunder Architecten en geopend in 2013. Het gebouw bevat 152 koopappartementen, een inpandige parkeergarage en tien commerciële ruimtes. Aannemer was de BAM.

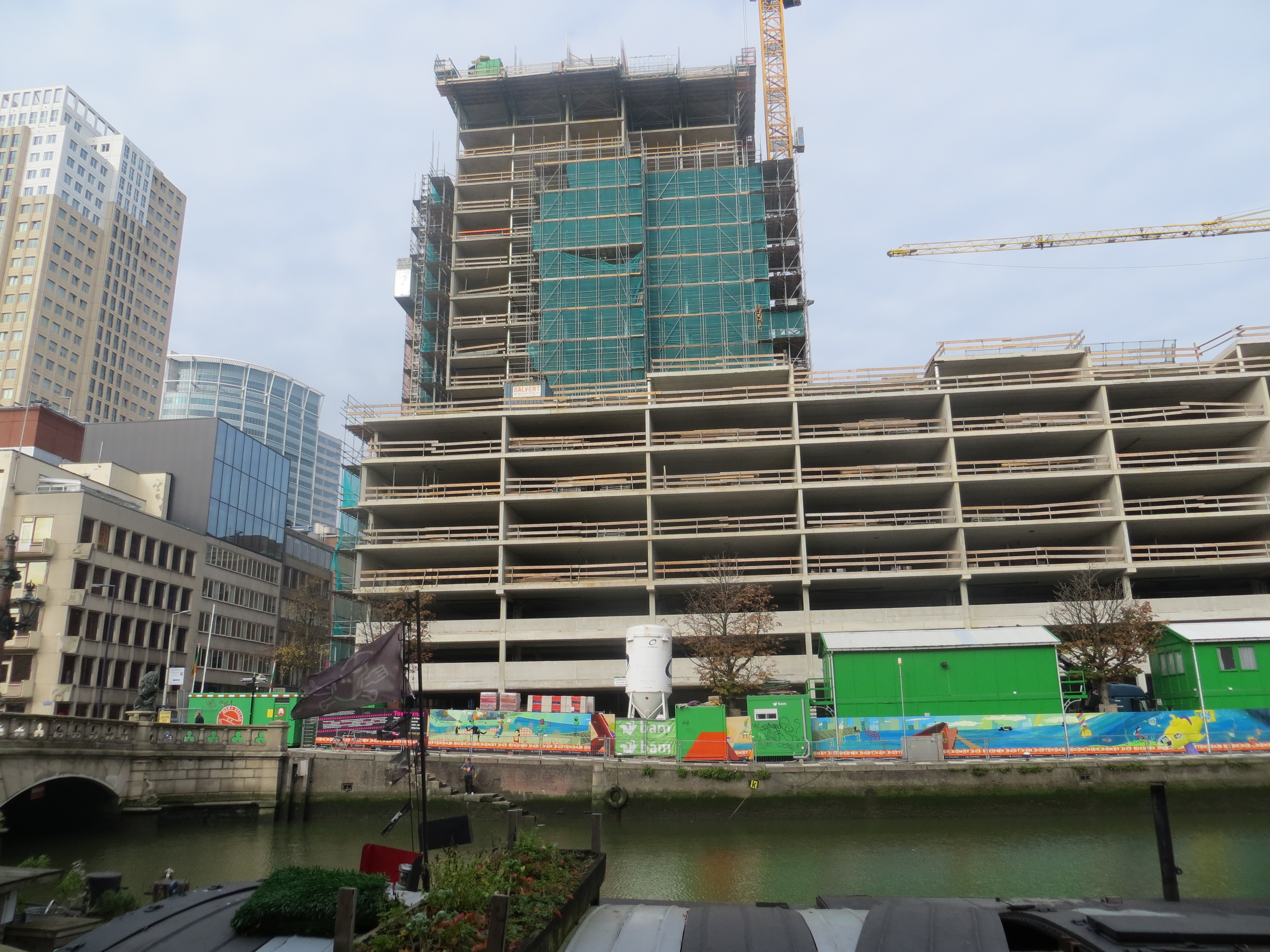
100Hoog in aanbouw